# Europa continentale

L'Europa continentale secondo l'accezione più comune

L'Europa continentale, definita anche l'Europa sulla terraferma, o semplicemente il continente, è il continente europeo, senza le isole europee e, a volte, le penisole.
Come detto al termine vengono dati vari significati:
- la definizione più diffusa di Europa continentale è l'Europa senza il Regno Unito, l'Irlanda, l'Islanda e le altre isole, includendo invece la penisola iberica, la penisola italiana e la penisola balcanica, nonché la Scandinavia.
- un'altra definizione meno comune di Europa continentale include solo: la Francia (senza la Corsica), la Germania, il Benelux, la Svizzera, il Liechtenstein, l’Austria e l'Europa orientale tranne i Balcani.
- una terza definizione include le penisole affacciate sul Mediterraneo per via dei facili contatti attraverso la terraferma col resto del continente, ma esclude la Scandinavia perché separata dal resto dell'Europa dal Mar Baltico; viene comunque inclusa la Danimarca.